# 牛志升
牛志升（1964年7月—）是一位中国电机工程师。

## 生平
1985年获得北方交通大学学士学位，1989年获得丰桥技术科学大学硕士学位，1992年获得同校博士学位。同年4月加入日本富士通研究所担任研究员。1994年4月加入清华大学电子工程系担任讲师，同年12月升任副教授，1999年升任教授。

## 荣誉
2012年被选为美国电气电子工程师学会会士。